# Велико-Данилівська волость
Велико-Данилівська волость — адміністративно-територіальна одиниця Харківського повіту Харківської губернії.

Найбільше поселення волості станом на 1914 рік:
- село Велика Данилівка — 5586 мешканців.

Виконуючим обов'язки старшини волості був Безпалий Данило Гаврилович, волосним писарем — Шестопалів Яків Васильович, головою волосного суду — Самойлик Василь Степанович.